# No olvidarás mi nombre
No olvidarás mi nombre es una serie colombiana producida por Rodrigo Triana y Fernando Gaitán, y escrita por Nubia Barreto para RCN Televisión. La serie está protagonizada por Iván López, Susana Rojas y Ana María Orozco, y tiene como antagonistas principales a Jairo Camargo, Andrés Toro y Alina Lozano y las actuaciones estelares de Michelle Rouillard y la primera actriz Carmenza Gómez. 
Esta producción marca el regreso de la actriz Ana María Orozco a la televisión colombiana, luego de varios años de ausencia.

## Sinopsis
La serie es una producción basada en acontecimientos reales, la historia de Sergio Aparicio, un ejecutivo, quién, al final de una feria equina, conoce una mujer misteriosa: Lucía Martínez. Ambos están en el sitio por razones diferentes, él para ganar dinero, y ella, para hablar con Monica Zapata sobre el origen real del niño que considera su hijo sino que esconde un secreto es fruto de toda la guerra de la YE.

## Reparto
- Iván López como Sergio Aparicio
- Susana Rojas como Lucía Martínez/Susana Rengifo
- Ana María Orozco como Mónica Zapata
- Jairo Camargo como Leonardo Zapata
- Alina Lozano como Victoria Mera
- Carmenza Gómez como Carmen Mojica
- Andrés Toro como Martín Zapata
- Michelle Rouillard como Miranda Londoño
- Hernán Méndez como Hipólito Castillo
- Salvador Bridges como Abel Cadena
- Jorge Soto como César Palacios
- Ana Harlen Mosquera Palacios como Nieves Torres
- Paula Estrada como Violeta Cortés
- Laura Hernández como Beatriz Cadena
- Mike Moreno como Nacho
- Ricardo Mejía como Climaco Solano
- Wildderman García como Ezequiel Martínez
- Manuel Gómez como Fiscal General de la Nación
- Giancarlo Mendoza como Raúl "Buena Suerte"
- Felipe Giraldo como el “coronel Bustamante"